# Nova Falérios
Nova Falérios (em latim: Nova Falerii) foi uma cidade falisca do norte do Lácio, fundada como colônia pela República Romana no contexto do despovoamento da Velha Falérios, na Etrúria. Dela sobreviveu um de seus portões.